# Yo-kai Watch 4
Yo-kai Watch 4 — рольова відеогра, розроблена та опублікована компанією Level-5 для Nintendo Switch. Четверта гра серії Yo-kai Watch; На відміну від попереднього Yo-kai Watch 3, четверту частину спочатку було випущено лише як єдину версію для регіону Японії 20 червня 2019 року і мала місцеву назву Yo-kai Watch 4++ випуск заплановано на платформи Switch і Sony PlayStation 4 5 грудня 2019 року.
Як і в інших іграх цієї серії, головний герой володіє годинником Yo-kai Watch, пристроєм, який дозволяє їм бачити, дружити і викликати істот під назвою Йокай. В Yo-kai Watch 4 присутні три часові періоди. Персонажі з перших трьох ігор, включаючи Кейта Амано (локалізований як Натан Адамс для західних релізів) та Фуміка Кодама (локалізований як Кеті Форестер), знаходяться в одному проміжку часу. Інший часовий період розвивається через 30 років після інших основних ігор серії, використовуючи ігрових персонажів, які були представлені в Yo-kai Watch Shadowside: Oni-ō no Fukkatsu. Третій і останній період часу проходить в 1960-х роках, приблизно за 30 років до розвитку інших ігор, з персонажами із аніме Yo-kai Watch: Forever Friends включно Шина Шимомачі.

## Ігровий процес
Гра відбувається в трьох окремих світах, кожен з яких пов'язаний з одним з головних героїв:
- Нацуме (30 років після перших трьох ігор)
- Кейта (одночасно з першими трьома іграми)
- Шин (За 30 років до перших трьох ігор)

Крім того, існує четвертий, світ Йо-макай, де живе Йо-кай, який можна розблокувати під час проходження.
Yo-kai Watch 4 розробив нову систему вільного переміщення в 3D-режимі через світ, яка більше схожа на стандартні ігри 3D-RPG, на відміну від попередніх ігор, в яких був огляд лише зверху вниз.
Крім того, в грі реалізовано нову бойову систему. На відміну від інших частин серії, де в битву посилали лише Йо-кая; В Yo-kai Watch 4  в боях можуть брати участь кілька реальних гравців, гравці можуть вільно перемикатися між персонажами Йо-каями під час бою. Крім того, персонажі поглинають елемент "Йо-кі" під час бою за перерозподіл, або нападу на ворога Йо-кая, для зцілення членів команди. У першому епізоді чотири персонажі з  аніме Yo-kai Watch Shadowside з'явилися у грі, а саме: Нацуме Амано, її брат Кейсуке Амано, Акінорі Аріхош та Тома Цукінамі.
Шість ігрових персонажів людської раси у фінальному релізі:
- Кейта "K-ta" Амано (天野 景太 / ケータ Amano Keita)
- Тома Цукінамі (月浪トウマ Tsukinami Tōma)
- Фуміка "Fumi-chan" Кодама (木霊 文花 / フミちゃん Kodama Fumika / Fumi-chan)
- Нацуме Амано (天野ナツメ Amano Natsume)
- Акінорі Аріоші (有星アキノリ Arihoshi Akinori)
- Шин Шимомачі (下町シン Shimomachi Shin)

Показ геймплею було проведено на Tokyo Game Show 2018. Порівняно з попередніми іграми серії, які були випущені для Nintendo 3DS, Yo-kai Watch 4 використовує 3D-рендерінг як для дослідження надсвіту в Новому місті Сакура, так і для бойових сцен. Щоб допомогти у навігації, Naviwoof (на вигляд примарна собака) допоможе гравцеві дійти до місця призначення.

## Розробка
Level-5 в квітні 2018 року оголосив, що Yo-kai Watch 4  розробляється для Nintendo Switch, запланований японський реліз у 2018 році. Хоча гру спочатку було заплановано  випустити взимку 2018 року, дата виходу  була перенесена на весну 2019 року через її доробку, перш ніж вийти в Японії 20 червня 2019 року.
В березні 2019 року Level-5 додав до підзаголовку Yo-kai Watch 4 We're Looking Up at the Same Sky (ぼくらは同じ空を見上げている Boku-ra wa onaji sorawomiagete iru)

### Розширений контент
Level-5 анонсував, що деякі функції Yo-kai такі як нова карта та багатокористувацький режим будуть доступні через розблокування, яке можна завантажити в серпні 2019 року. Деякий контент, який можна завантажити, потребує додаткової покупки, а інші - як бонуси перед продажем за пов’язані товари, наприклад такі як квитки на майбутній фільм Yo-kai Gakuen Y: Neko wa Hero ni Nareru ka. Оновлення, яке вийшло  9 серпня, 1.30 включало сумо битви та новий йо-кай, Ямакаса.
Розширена версія з назвою Yo-kai Watch 4++ заплановано для Nintendo Switch і Sony PlayStation 4 реліз якої відбудеться 5 грудня 2019 року в Японії. 4++ включає нову карту (околиці Данданзака, локалізовані як Blossom Heights у попередніх іграх) і нового боса, Sproink. Контент включений в 4++ буде доступний для  власників 4 частини як платне завантаження.

### Локалізація
Під час Anime Expo в липні 2019 року, Level-5 анонсувала реліз для західних країн Yo-kai Watch 4, але не вказала конкретних деталей, таких як регіони та дати випуску.

## Продажі
Yo-kai Watch 4 була найбільш продаваною грою в Японії за початковий тиждень релізу, 150 721 копію продано між 17 та 23 червня 2019 року. 
Під час другого тижня його посунули релізи Super Mario Maker 2 та Jikkyō Powerful Pro Yakyū. Наступного тижня гра залишилася на третьому місці, продавши 19 407 примірників.

## Відгуки
| Видання | Оцінка |
| ------- | ------ |
| Famitsu | 37/40  |

Yo-kai Watch 4 була позитивно прийнята журналом Famitsu отримавши оцінку 37/40.